# Pedro Hurtado de Mendoza
Pedro Hurtado de Mendoza  (parfois aussi appelé Valmesadeno ou Puente Hurtado), né en 1578 à Balmaseda (Espagne) et mort le 10 novembre 1641 à Madrid, est un philosophe et théologien jésuite de la première moitié du XVIIe siècle.

## Biographie

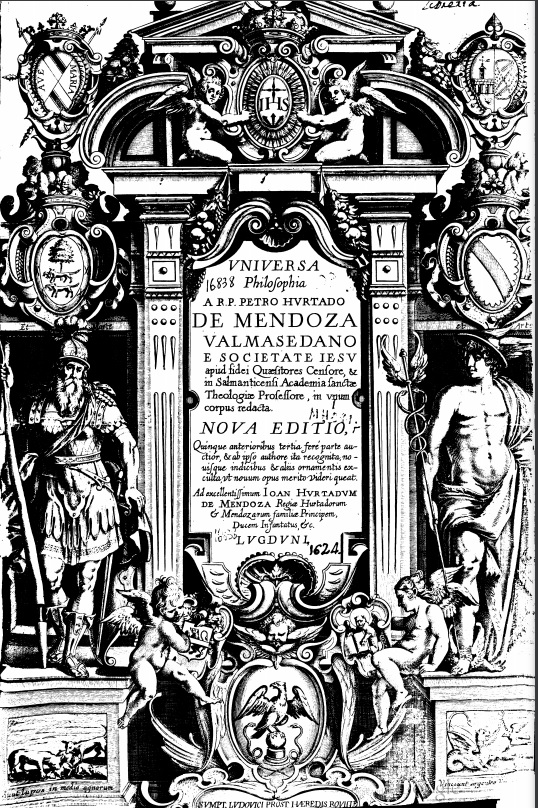
«Universa philosophia», 1624

Entré dans la Compagnie de Jésus le 12 septembre 1595 à Salamanque, il fut ordonné prêtre en 1607 à Salamanque et fit la profession des quatre vœux le 5 février 1612 à Villagarcía de Campos (Valladolid). Il étudia au collège jésuite de Salamanque, notamment sous Benito de Robles, ainsi que chez Martin de Albiz, puis enseigna lui-même la philosophie au Collège de Pampelune (1608-11), et à partir de 1611 la théologie à Salamanque, pendant 30 ans, où il fut notamment un collègue de Valentin de Herice. Il a également été censeur et qualificateur du Saint Office. Dès le début de sa carrière, il fut rendu célèbre par ses Disputationes a summulis ad metaphysicam (1re éd., 1615), un cours de philosophie complet de la logique à la métaphysique, qui connut de nombreuses rééditions et une diffusion très importante, y compris dans le monde protestant (il fut réédité à Mayence en 1619), où ses Disputationes sont parfois bien plus souvent citées que celles de Francisco Suárez). Leibniz lui-même eut encore écho de ses écrits, puisqu'il le loue "mirabilia quaedam habet per Suarezium Petrus Hurtado de Mendoza (quantumvis renitente Gabriel Vasquio" (ed. Grua, p. 356). Son enseignement est surtout caractérisé par une lecture fortement "nominaliste" de l'œuvre de Thomas d'Aquin (il considère par exemple la vérité et la fausseté exclusivement comme des propriétés du jugement ; les catégories sont surtout traitées dans l'ontologie comme concepts de l'être et seulement secondairement dans la logique en tant qu'actes de la raison), et il exerça à ce titre une influence importante sur plusieurs de ses élèves, qui allaient compter parmi les plus importants théologiens jésuites de la génération suivante, notamment Juan Martínez de Ripalda, Richard Lynch, Antonio Pérez, ainsi que Rodrigo de Arriaga, qui fut son élève à Valladolid, avec lequel il finira par entrer en concurrence. Une grande partie de son œuvre théologique, pourtant digne d'intérêt, est restée manuscrite, et la mort l'emporta alors qu'il se préparait à l'éditer. Elle est néanmoins régulièrement citée par ses élèves, notamment par Antonio Pérez (Opus posthumum, p. 281b). Il y suit globalement la position vazquezienne en matière de prédestination, et se révèle un opposant à l'optimisme de la théologie sévillane. Dans ses Disputationes morales et scholasticae de fide de 1631 (disp. 173 de scanda, s. 28, de comœdiis quando sint scandalum), Pedro Hurtado de Mendoza se fit également fort de critiquer les représentations théâtrales : il fut à ce titre plus tard la cible du trinitaire Manuel de Guerra dans son Aprobación de las comedias (1682), dont l'attitude permissive à l'égard du théâtre provoqua une réaction forte de la part des jésuites pour défendre la position de Hurtado de Mendoza, en autre de la part d'Agustín de Herrera dans son Discuso teólogico politico de 1682.